# Pezzana
Pezzana (Psan-a in piemontese) è un comune italiano di 1 279 abitanti della provincia di Vercelli in Piemonte.

## Storia
Pezzana ha origini antichissime, si suppone addirittura fosse presente un villaggio neolitico. Durante il periodo romano, il paese era già di certo stato fondato: numerosi sono infatti i reperti rinvenuti nel territorio del paese, in particolare vicino al Santuario della Beata Vergine della Bona, durante gli sbancamenti per spianare le terre.
Il nome Peciana è citato già al termine dell'Alto Medio Evo dal vescovo Ingone (961-974) che parla della primitiva chiesa di san Pietro. In seguito nel 1298 si menziona la chiesa di san Lorenzo, detta "capella castri de pezana".
Dopo l'invasione degli Unni, nel 899 d.C., si riescono a trovare maggiori informazioni relativamente al paese. Un diploma del 1028 di Corrado II il Salico riporta che Pezzana fu feudo del Conte Vallone di Casale, mentre nel 1231 il paese cominciò ad avere una propria rappresentanza politica con i Consoli citati in vari documenti.
Nei secoli successivi Pezzana fu dominata dalle famiglie dei Cagnoli, dei Centoris e degli Avogadro di Pezzana, infine dai Siccardi. Di particolare rilevanza Rainerius II, della famiglia degli Avogadro: fu lui a porre fine alle angherie e agli indebiti "approvvigionamenti" effettuati dall'eresiarca fra Dolcino, che manteneva con questo discutibile modo le migliaia di suoi seguaci.
Nel Basso Medioevo subì le angherie del capitano di ventura Facino Cane e nel 1656 degli Spagnoli, che bruciarono case, chiesa e archivio parrocchiale, mandando in fumo il primo secolo dei registri parrocchiali.
Sono stati pubblicati tre libri, da altrettanti studiosi, sulla storia di questo borgo: Giovanni Rosso (1980), Luciano Bianco (1984) e Roberto Badini (2019). Inoltre nel recente periodo hanno avuto l'onore della pubblicazione il Diario della prigionia nazista di Tessari Romildo (curato da Sabrina Balzaretti) e una monografia su Radio Studio Pezzana (curata da Marina Zarino) per celebrare i 40 anni della emittente locale, una delle prime in Piemonte.

### Simboli
Lo stemma e il gonfalone municipale del comune di Pezzana sono stati concessi con il decreto del presidente della Repubblica dell'11 gennaio 2002.
Il gonfalone è un drappo di giallo.

## Monumenti e luoghi di interesse

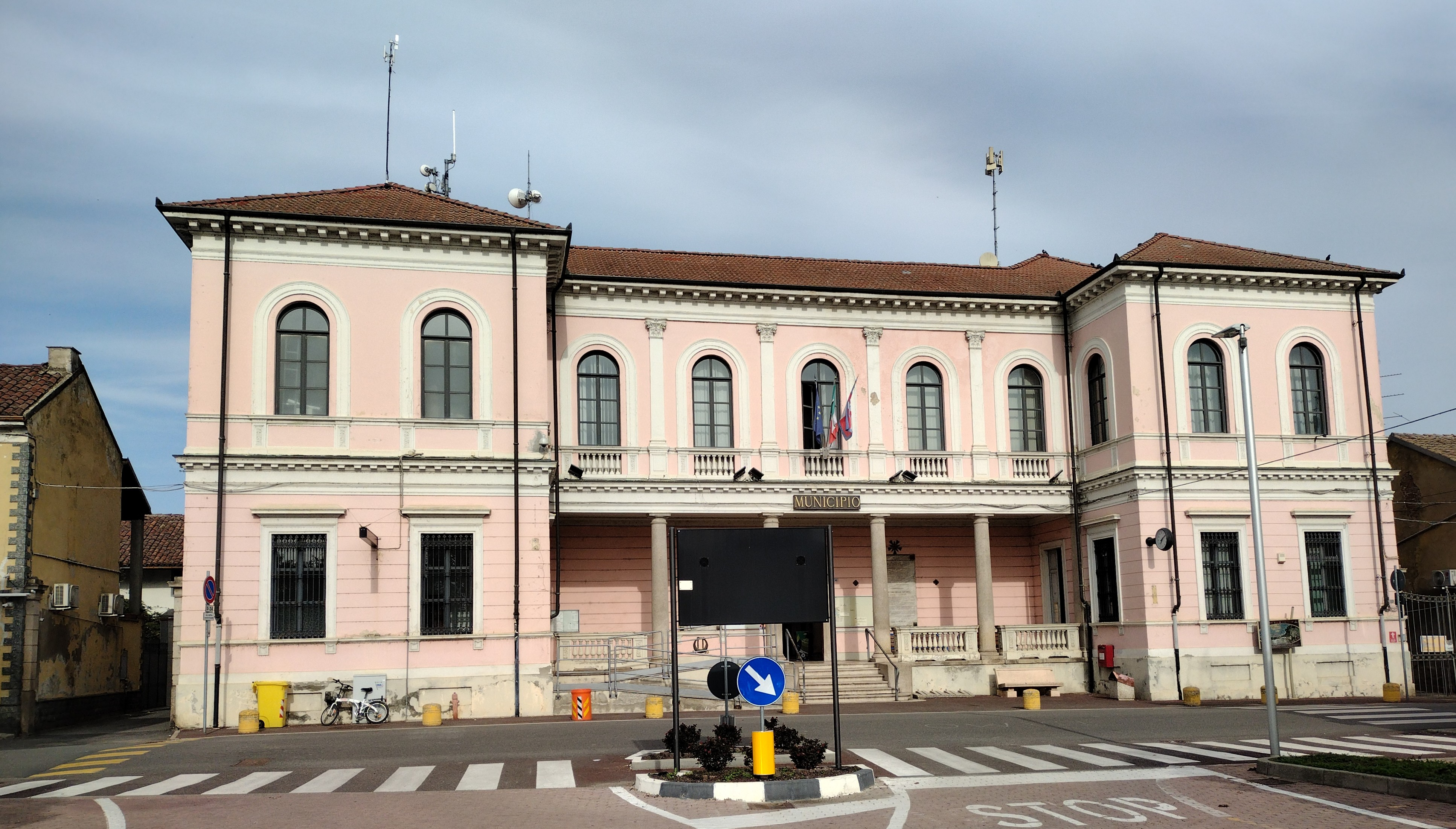
Il municipio

### Architetture religiose
Chiesa di Sant'Eusebio
La chiesa di Pezzana è dedicata a sant'Eusebio, patrono del paese. Quella attuale è una imponente costruzione, progettata da Antonio Malinverni e consacrata nel 1834 da Alessandro d'Angennes, arcivescovo di Vercelli e senatore del regno sabaudo. L'edificio sacro si presenta a navata unica, grazie all'ingegno del progettista, che fa poggiare la cupola su quattro possenti colonne, camuffate da cappelle laterali.
Altre chiese
La più antica è la trecentesca S. Maria della Bona, di proprietà privata. Di buon rilievo artistico è il Santuario della Madonna delle Grazie, attiguo al cimitero, che custodisce una seicentesca pala d'altare, raffigurante la Madonna, con il Bambino in braccio e a lato un ecclesiastico orante: trattasi del card. Maurizio di Savoia, che fu cardinale senza essere prete, e in un certo periodo anche aspirante al ducato sabaudo; è sepolto nella Sacra di San Michele. Infine al centro del paese, accanto alla chiesa parrocchiale, vi è la Confraternita S. Anna, anche essa seicentesca, sede dell'omonima associazione, la più antica del paese.
Sulla strada che congiunge il paese a Caresana è presente una piccola cappella dedicata alla Madonna dei Sette Dolori, nel cui sagrato vi è una statua dedicata a Padre Pio.
La festa patronale si celebra la prima domenica di agosto, tranne negli anni in cui coincide con la patronale di Vercelli: in tal caso slitta alla seconda domenica (Cfr. L. Bianco, Pezzana, la mia terra, Ed. Gallo, Vercelli, 1984, p. 222).

## Società

### Evoluzione demografica
Abitanti censiti

## Infrastrutture e trasporti
Fra il 1886 e il 1935 la località era servita da una fermata della tranvia Vercelli-Casale.

## Sport
Nativo di Pezzana è Giuseppe Seccatore, che negli anni Venti, da giocatore della Biellese segnò 32 rigori consecutivi (record difficilmente eguagliabile): il 33° poi fu parato (e quindi sbagliato) ma entrò ugualmente in porta insieme al portiere.
Di origine pezzanese è anche Federico Balzaretti, titolare nella nazionale italiana vicecampione d'Europa nel 2012; militò in serie A nel Torino, Juventus, Fiorentina, Palermo e Roma. A lui l'amministrazione comunale, guidata dal sindaco Giuseppe Trecate, consegnò la cittadinanza onoraria.